# قره‌بلاغ (قبوستان)
قره‌بلاغ (به لاتین: Qarabulaq) یک منطقه مسکونی در جمهوری آذربایجان است که در شهرستان قبوستان واقع شده است.